# Radula
La radula è una struttura anatomica presente nell'apparato buccale dei molluschi, utilizzata per la rimozione del cibo dal fondale e per la masticazione. Si tratta di una struttura retrattile, un nastro chitinoso, ricoperto da varie file di dentelli duri e ricurvi, che poggia su una base cartilaginea. A volte è usata per raggiungere il cibo, come nella specie Naticarius stercusmuscarum che la utilizza, assieme ad una secrezione acida, per praticare un foro circolare nella conchiglia che protegge la preda.

È presente ad esempio nelle chiocciole e nelle patelle. In particolare i calamari la utilizzano per fare a pezzi la preda prima che essa raggiunga l'esofago. 
La radula ha una grande importanza diagnostica dal punto di vista tassonomico, essendo diversa da specie a specie; non essendo soggetta a decomposizione, come le parti molli, ed essendo facilmente estraibile dal corpo essiccato, il suo esame è sovente determinante per poter stabilire l'esatta attribuzione di una specie.
Nelle specie erbivore la radula fuoriesce dalla cavità buccale del mollusco e "gratta" il substrato, staccando piccole particelle organiche che vengono ingerite e digerite. Gli organismi che usano questo tipo di cattura del cibo vengono chiamati raschiatori. La radula di alcuni gasteropodi predatori (per esempio Conus) possiede denti acuminati, collegati a ghiandole velenose, usati per trafiggere le prede.

## Morfologia
Il nastro radulare si forma nel sacco radulare, posto nella parte più interna della massa buccale. Questo nastro poggia su di un cuscinetto muscolare, detto odontoforo, responsabile della protrusione e retrazione dell'organo. Sul nastro sono situati i denti, disposti in file parallele e trasversali rispetto al nastro. I denti possono avere varie forme: in alcune specie sono stretti e appuntiti come aghi, mentre in altre sono larghi con delle cuspidi. La cuspide centrale, di solito più grande delle altre, viene chiamata mesocono, mentre le cuspidi poste verso la parte intermedia del dente prendono il nome di endoconi e quelle poste verso il margine esterno ectoconi. Normalmente ogni fila di denti ripete precisamente il numero e la forma dei denti della fila precedente e di quella successiva. Il dente centrale di ogni fila, se presente, viene chiamato dente rachidiano. Di norma la forma e posizione dei denti di una fila è simmetrica rispetto al dente rachidiano, ovvero alla posizione centrale. Le dimensioni dei denti solitamente diminuiscono dal centro della fila verso l'esterno. Il gruppo di denti posti vicino al dente rachidiano vengono detti denti laterali, mentre quelli posti all'estremita esterna sono chiamati denti marginali. 

### Formula radulare
Il numero dei denti di ogni fila della radula è un carattere distintivo importante e viene usualmente schematizzato nella cosiddetta formula radulare.
 Si tratta di una sequenza, analoga alla formula dentaria, in grado di rappresentare schematicamente e visualizzare con immediatezza il numero e il tipo dei denti.
È composta in genere da cinque cifre, il valore di ogni cifra può essere 0 (assenza di quel tipo di dente) o qualsiasi altro valore numerico (pari al numero di denti di un determinato tipo); il termine n indica un numero di denti variabile o molto elevato.
Per esempio la formula:
| 1+1+1+1+1 |

sta a indicare la presenza di un dente rachidiano centrale, due denti laterali (uno per parte) e due denti marginali (uno per parte), mentre la formula:
| 1+0+1+0+1 |

indica la presenza di un dente rachidiano centrale, l'assenza di denti laterali e la presenza di due denti marginali (uno per parte).
Altro esempio:
| n+0+n |

la formula indica l'assenza del dente rachidiano, la presenza di un numero elevato di denti laterali, e l'assenza di denti marginali (in questo caso lo 0 alle due estremità della formula può essere omesso).

### Tipi di radula
In base al numero, la disposizione e la forma dei denti si distinguono sei principali tipi di radula:

Alcuni tipi di radula

- Docoglossa o Stereoglossa : il dente rachidiano è assente, o se presente poco sviluppato. I denti laterali sono da 1–3 (con quello esterno dominante) e da pochi (3 al massimo) denti marginali uncinati. È caratteristico dei Patellogastropoda (non a caso chiamati anche Docoglossa).
- Ripidoglossa: caratterizzata da un dente rachidiano grande e privo di cuspidi. I denti laterali sono solitamente cinque fiancheggiati da numerosi denti marginali lunghi e stretti a forma di falce e talvolta posti a ventaglio. È tipica di Neritimorpha e Vetigastropoda.
- Tenioglossa: sette denti per fila. Il dente rachidiano e ai lati due marginali e un laterale per lato. È comune in gran parte dei Caenogastropoda.
- Ptenoglossa: costituita da file di denti marginali senza il dente rachidiano. I denti sono lunghi appuntiti e falciformi. È presente negli Epitonioidea.
- Rachiglossa o Stenoglossa: è un tipo molto semplice in cui per ogni fila di denti c'è il dente centrale ed eventualmente due denti laterali, uno per parte. Il dente rachidiano è multicuspidato e i laterali, ove presenti, sono solitamente larghi e forniti provvisti di molte cuspidi. È tipico dei Neogastropoda, che infatti sono anche detti Stenoglossi.
- Toxoglossa: la radula è costituita tipicamente da uno o due denti marginali. Questi denti sono scanalati e molto lunghi e appuntiti, con canali da cui possono essere espulse delle neurotossine. È tipica di alcuni predatori come ad esempio i Conoidea (detti anche Toxoglossa).